# Bitwa o Wadi Mabuk
Bitwa o Wadi Mabuk (hebr. הקרב בואדי מבעוק) – starcie pomiędzy Armią Obrony Izraela a Egipskimi Siłami Zbrojnymi 14 października 1973 roku na Synaju podczas wojny Jom Kipur. Było ono elementem egipskiej ofensywy na środkowym i południowym odcinku frontu na Synaju w celu przebicia się z przyczółków utworzonych na wschód od Kanału Sueskiego w głąb półwyspu.
Egipskie natarcie okazało się zaskoczeniem dla wojsk izraelskich. Z czasem Izraelczykom udało się wyhamować uderzenie oraz odeprzeć siły egipskie, zadając im straty. Odparcie ataku oraz osłabienie wojsk Egiptu na tym odcinku frontu stworzyło sytuację wyjściową do przeprowadzenia operacji „Abirej Lew”.

## Tło historyczne
Po wojnie sześciodniowej w 1967 roku prezydent Egiptu Gamal Abdel Naser uznał, że wciągnie Izrael w długi konflikt na wyniszczenie, który miałby skutkować izraelskimi stratami gospodarczymi i wśród żołnierzy. Egipcjanie myśleli, że taki stan rzeczy skłoniłby Izrael do podjęcia rozmów pokojowych. Naser uznał, że podjęcie takich kroków przez izraelskie władze ukazałoby słabnącą pozycję państwa Izrael w regionie. Do 1970 roku trwała tzw. wojna na wyczerpanie, w którą oprócz Egiptu zaangażowane były w różnym stopniu także Syria, Jordania i organizacje palestyńskie. Urzędujący od 1970 roku prezydent Anwar as-Sadat postanowił doprowadzić do zmiany pozycji Egiptu na Bliskim Wschodzie. Uznał, że jedynym wyjściem jest niespodziewany i zmasowany atak na Izrael. W tym celu podjął rozmowy ze Związkiem Radzieckim w celu wzmocnienia egipskiej obrony przeciwlotniczej, która uniemożliwiłaby Siłom Powietrznym Izraela przeprowadzenie ataków w głąb terytorium egipskiego. Nasycono armię egipską większą ilością broni przeciwpancernej. Przygotowania do natarcia połączone były ze skuteczną dezinformacją, dzięki czemu Izraelczycy zbagatelizowali możliwość ataku ze strony państw arabskich. 6 października 1973 roku, w trakcie żydowskiego święta Jom Kipur, doszło do jednoczesnego ataku z zaskoczenia Syrii i Egiptu na Izrael.

## Bitwa

### Znaczenie
Ofensywa na środkowym i południowym odcinku frontu synajskiego miała dwa cele. Po pierwsze, Egipcjanie chcieli wykorzystać fakt, iż działania armii izraelskiej przeszły w fazę statyczną, której celem było uzupełnienie strat. Sztab armii egipskiej postanowił wykorzystać ten moment, aby przebić się z przyczółków na wschód od Kanału Sueskiego w głąb półwyspu, w rejon przełęczy Mitla. Po drugie, wznowienie działań na froncie południowym miało odciążyć wojska syryjskie w rejonie Wzgórz Golan. 9 października sytuacja na froncie syryjskim zmieniła się, Syryjczycy nie byli w stanie zająć wyznaczonych pozycji, a część sił rozpoczęła odwrót. Prezydent Egiptu Anwar Sadat zrozumiał, że brak wsparcia sojusznika doprowadzi do podkopania jego autorytetu i wiarygodności jako przywódcy świata arabskiego. Dlatego 12 października wydano decyzję o wykonaniu uderzeń w kierunkach przełęczy znajdujących się na Synaju.

### Siły obu stron

#### Izrael

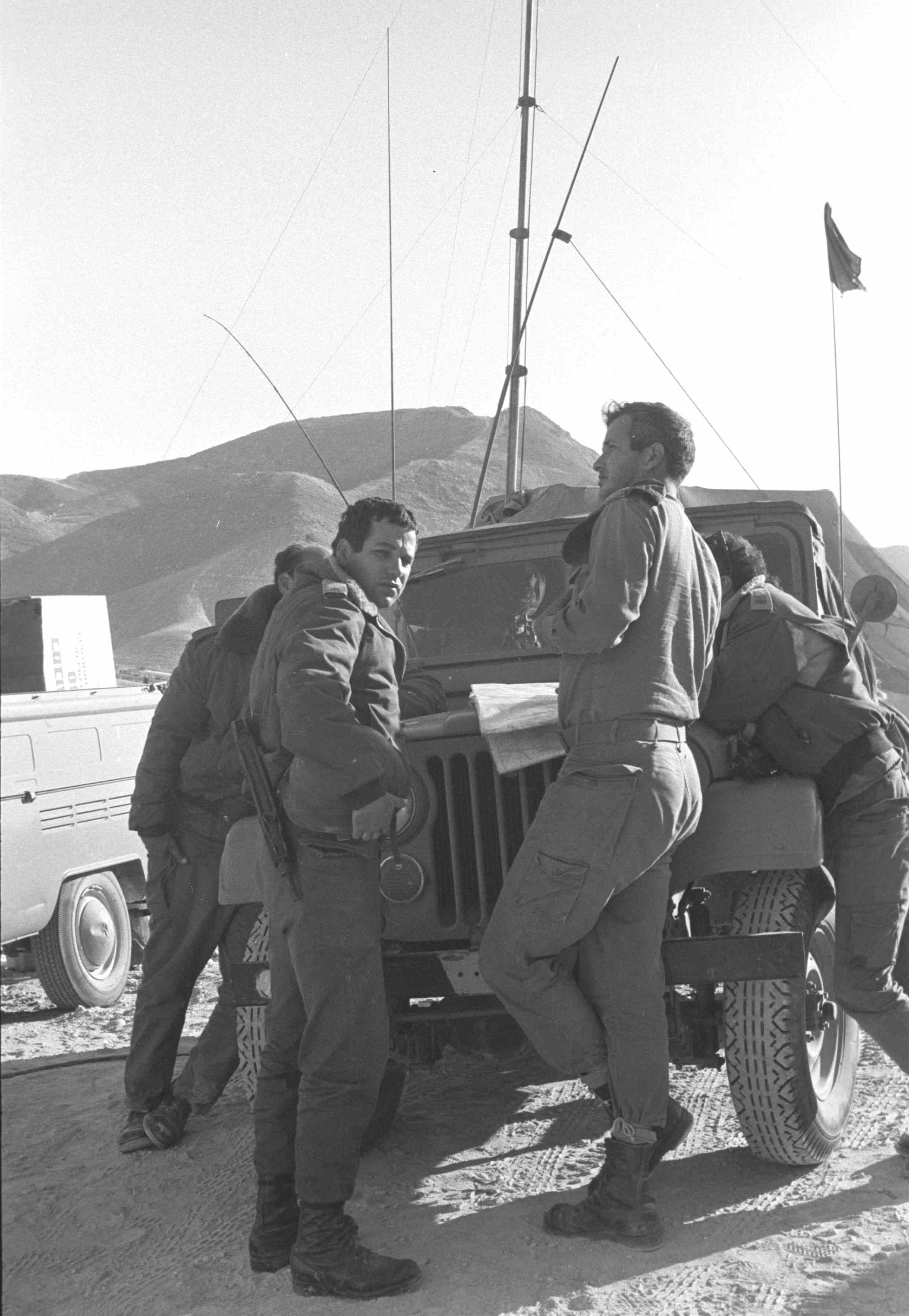
Mjr Me’ir Dagan i ppłk Doron Rubin w Wadi Mabuk (1973)

W rejonie Wadi Mabuk stacjonowały siły 252. Dywizji pod dowództwem gen. Awrahama Mandlera. Na dzień przed egipską ofensywą, 13 października, gen. Mandler zginął w wyniku ostrzału jego wozu dowodzenia podczas wymiany ognia pomiędzy 164 Brygadą Pancerną, a egipską 11 Brygadą Piechoty. Dwie godziny po tym wydarzeniu nowym dowódcą dywizji został Kalman Magen, który jednocześnie otrzymał awans na generała dywizji. Dowództwo 252. Dywizji na tym odcinku miało do dyspozycji:
- 401 Brygadę Pancerną pod dowództwem płka Dana Szomrona (trzy bataliony pancerne: 53 czołgi Magach),
- 164 Brygada Pancerna pod dowództwem płka Awrahama Barama (dwa bataliony pancerne: 52 czołgi Szot),
- 875 Brygada Pancerna (batalion pancerny: 30 czołgów M51 Isherman, dwa bataliony piechoty zmechanizowanej),
- 202 Batalion Spadochroniarzy pod dowództwem ppłka Dorona Rubina (dwie kompanie piechoty zmechanizowanej, kompania wsparcia, sześć czołgów),
- 209 Brygada Artylerii pod dowództwem płka Ja’akowa Ereza (wyposażona m.in. w haubice samobieżne M-50 kal. 155 mm, ciężkie moździerze samobieżne Makmat kal. 160 mm).

#### Egipt
W południowej strefie Kanału Sueskiego Egipcjanie rozmieścili siły wchodzące w skład 3. Armii pod dowództwem gen. maj. Abda al-Munima Wasila. Do ofensywy wyznaczono:
- 3 Brygadę Pancerną (140 czołgów) z 19. Dywizji Piechoty Zmechanizowanej,
- 339 Batalion Piechoty Zmechanizowanej z 6. Dywizji Piechoty Zmechanizowanej,
- 11 Brygadę Piechoty Zmechanizowanej z 7. Dywizji Piechoty Zmechanizowanej,
- dwie kompanie specjalne przeznaczone do dywersji przed ofensywą.

### Przebieg
Jeszcze 13 października dowództwa 6. Dywizji Piechoty Zmechanizowanej i 3. Brygady Pancernej nakazały przeprowadzenie zwiadu w celu zebrania informacji na temat pozycji wojsk izraelskich znajdujących się na kierunkach ataku Egipcjan. Zebrane informacje potwierdziły, że Izraelczycy starali się wiązać Egipcjan wymianą ognia, bez ruchów wojsk, aby zyskać na czasie i pozwolić dotrzeć na front posiłkom i zasobom. W celu dokonania dywersji na tyłach wojsk przeciwnika Egipcjanie wysłali w nocy z 13 na 14 października śmigłowcami dwie kompanie komandosów w rejon przełęczy Mitla. Miały one rozpocząć działanie tuż przed planowaną ofensywą.
14 października o godzinie 6:15 artyleria 3. Armii rozpoczęła ostrzał izraelskich pozycji. Dodatkowo pociskami ziemia-ziemia ostrzelano pozycje systemów przeciwlotniczych przeciwnika. O godzinie 6:30 401 Brygada Pancerna jako pierwsza otrzymała raporty od swoich wysuniętych obserwatorów o ruchach egipskich jednostek pancernych. Pomiędzy 6:30 a 7:00 o ruchach wojsk pancernych w sile brygady z północnego zachodu w kierunku Wadi Mabuk informowali obserwatorzy 202 Batalionu Spadochroniarzy.
Jako pierwszy z przeciwnikiem nawiązał kontakt ogniowy batalion pod dowództwem ppłka Rubina. W celu powstrzymania Egipcjan i uniemożliwienia im okrążenia batalionu przez nacierającego z północy i południa przeciwnika, Rubin doraźnie zorganizował małe grupy wyposażone w samochody z działami bezodrzutowymi oraz wyrzutniami pocisków przeciwpancernymi. Wsparciem były także dwa czołgi. Nie były to jednak siły mogące skutecznie zatrzymać siły egipskie, które wdarły się w głąb izraelskiego sektora. Były to 11 Batalion Piechoty Zmechanizowanej (ok. 50 czołgów) i 339 Batalion Piechoty Zmechanizowanej, które miały zabezpieczyć od południa podejście 3. Brygady Pancernej do Wadi. O 7:43 spadochroniarzom wsparcia udzieliła 209 Brygada Artylerii.
Główne natarcie 3. Brygady Pancernej od północnego zachodu realizowane było przy użyciu ok. 94 czołgów oraz batalionu dział kal. 122 mm. Na przedzie kolumny poruszały się pojazdy BTR z żołnierzami zwiadu. Za kolumną czołgów poruszała się piechota zmechanizowana na pojazdach BRDM wyposażona w ppk 9M14 Malutka. Ok. godziny 7:00 punkty obserwacyjne 89 Batalionu Piechoty Zmechanizowanej z 875 Brygady Pancernej zameldował, że czoło kolumny wojsk egipskich zbliża się do Wadi oraz skrzyżowania Mitla. O 7:45 czołgi 46 Batalionu Pancernego z 401 Brygady Pancernej otwarły ogień w kierunku sił egipskich na wschodnich rubieżach Wadi. Na prośbę płka Dana Szomrona izraelskie jednostki stawiające opór Egipcjanom na Wadi otrzymały wsparcie artyleryjskie. W pewnym momencie starcia sił na Wadi doszło do ostrzelania własnych sił przez 209 Brygadę Artylerii. Pomiędzy godziną 9:00 a 12:00 w Wadi miała miejsce kluczowa faza bitwy. Siły Powietrzne Izraela kilkukrotnie udzielały wsparcia jednostkom lądowym. Jednak izraelscy obserwatorzy podawali już o godzinie 11:00, że część sił egipskich zaczęła wycofywać się z Wadi w kierunku Kanału Sueskiego. Zatrzymanie wojska egipskiego w Wadi pozwoliło Izraelczykom na stopniową eliminację sił przeciwnika. Czołgi oraz piechota nie mogły znaleźć schronienia. Podobna sytuacja miała miejsce na południu, w rejonie natarcia egipskiego 339 Batalionu Piechoty Zmechanizowanej. Po wyhamowaniu natarcia formacja straciła na sile i została rozbita na mniejsze grupy. Po południu pozostali przy życiu żołnierze z batalionu poddali się Izraelczykom.
Po bitwie spadochroniarze oraz 46 Batalion Pancerny zabezpieczały miejsce bitwy i poszukiwały egipskich dezerterów w okolicy.

### Rezultat
W bitwie o Wadi Mabuk poległ dowódca egipskiej 3. Brygady Pancernej, a dowódca 339 Batalionu Piechoty Zmechanizowanej oraz ponad 100 jej żołnierzy dostali się do niewoli. Izraelczycy ocenili, że obie formacje przestały mieć po bitwie jakiekolwiek znaczenie operacyjne. Również Gawrych podaje, że straty poniesione w bitwie nie zostały uzupełnione do końca wojny. W samym Wadi i okolicach znalazło się 60 zniszczonych lub uszkodzonych czołgów egipskich oraz dziesiątki pojazdów piechoty. Straty izraelskie to pięciu spadochroniarzy i dwóch czołgistów.
W związku z wycofaniem się sił egipskich z Synaju dowództwo izraelskiej armii chciało wykorzystać sytuację osłabienia oraz rozbicia wojsk przeciwnika i zaproponowało rządowi przerzucenie sił izraelskich przez kanał w ramach operacji „Abirej Lew”, aby stworzyć na Zachodnim Brzegu kanału przyczółki i punkty wyjściowe dla dalszego natarcia.